# Marshfield (Wisconsin)
Pour les articles homonymes, voir Marshfield.
Marshfield est une ville américaine du Wisconsin. C'est la ville la plus grande su comté de Wood , mais elle couvre la frontière entre ce dernier et le comté de Marathon. Selon le recensement de 2000, sa population est de 18 800 habitants.
Marshfield est bien connue pour plusieurs attractions, comme le « Marshfield Clinic » et la Foire d'État de Wisconsin Centrale, et aussi la Grange Ronde la plus grande au Monde.
Ensemble avec les petites villes qui l'entourent, l'endroit microplitain de Marshfield a, depuis 2000, 27 408 résidents. La ville compose un des endroits importants du Bureau de recensement des États-Unis de Marshfield-Wisconsin Rapids, qui inclut tout de « Wood County » (population depuis 2000 : 75 555). Bien que des petites villes qui s'incluent dans l'endroit micropolitain de Marshfield soient à « Marathon County », on les inclut dans le Wausau, Wisconsin mSA, qui inclut tout de ce compté, plutôt que dans le « Marshfield-Wisconsin Rapids mSA », qui n'inclut que Wood County.

## Géographie
Selon le Bureau du recensement des États-Unis, la ville couvre 33,0 km2, dont 0,1 km2 d'eau.

## Culture
Marshfield possède un opéra dramatique ainsi qu'une bibliothèque publique. On trouve aussi une organisation d'art qui s'appelle Chestnut Arts, juste au Sud du bureau de poste.

## Santé
Le système de santé de Marshfield fournit des soins médicaux pour tout le Nord de l'État du Wisconsin et effectue actuellement des recherches sur les maladies génétiques et les traitements appropriées. La clinique de Marshfield lance aussi des programmes locaux  de soins médicaux, pédiatriques, et abrite une maternité.
Elle comprend avec l'hôpital St-Joseph un CHU et un centre d'étude physique pour les étudiants de l'Université de Médecine et de Santé publique de Wisconsin.

## Lieux et monuments
- Rivière Little Eau Pleine
- Foxfire Botanical Gardens

## Personnalités
- Melvin Laird, U.S. House of Representatives (1952-1970), Secrétaire de la Défense de Richard Nixon  (1969-1973)
- Andrew Rock, track - 2004 Olympics, Athens
- John Stauber, écrivain
- Mark Tauscher, joueur de football américain
- Elizabeth Zimmermann (1910-1999), professeure et créatrice de tricot fait main, est morte à Marshfield.